# آرثر إل. ميلر
آرثر إل. ميلر (بالإنجليزية: Arthur L. Miller)‏ هو جراح وسياسي أمريكي، ولد في 24 مايو 1892 في بلينفيو في الولايات المتحدة، وتوفي في 16 مارس 1967 في الولايات المتحدة. حزبياً، نشط في الحزب الجمهوري. وقد انتخب عضو مجلس ولاية نبراسكا (1937 – 1941) وانتخب عمدة (1933 – 1934) وانتخب عضو مجلس النواب الأمريكي.